# 1908-as norvég labdarúgókupa
A 1908-as norvég labdarúgókupa a Norvég labdarúgókupa 7. szezonja volt. A címvédő az Mercantile csapata volt. A versenyen helyi szövetségi liga (kretsserier) bajnokai vehettek részt, kivéve Smaaleneben és a Kristiania og omegnben, ahol külön kupa-selejtező versenyt rendeztek. A szezonban öt csapat vett részt. A tornát a Lyn csapata nyerte meg.

## Első kör
| 1. csapat           | Eredmény | 2. csapat    |
| ------------------- | -------- | ------------ |
| 1908. szeptember 5. |          |              |
| Lyn                 | 6–0      | Lyn (Gjøvik) |

- Az Odd, a Kvik (Fredrikshald) és a Ørn csapata mérkőzés nélkül továbbjutott

## Elődöntők
| 1. csapat            | Eredmény | 2. csapat           |
| -------------------- | -------- | ------------------- |
| 1908. szeptember 12. |          |                     |
| Lyn                  | 2–0      | Ørn                 |
| Odd                  | 5–0      | Kvik (Fredrikshald) |

## Döntő
| 1908. szeptember 13. |

| Lyn | 3–2 | Odd |
| --- | --- | --- |
|     |     |     |

| Frogner stadion, Kristiania Játékvezető: Charles Stanley Davis (Sarpsborg) |

| A Lyn játékoskerete: |  |                       |
|                      |  |                       |
| K                    |  | August Heiberg Kahrs  |
| H                    |  | Ola Tygesen           |
| H                    |  | Hjalmar Syversen      |
| Kp                   |  | Erling Lorck          |
| Kp                   |  | Henrik Nordby         |
| Kp                   |  | Henning Wiese         |
| Cs                   |  | Knut Heyerdahl-Larsen |
| Cs                   |  | Victor Nysted         |
| Cs                   |  | Nikolai Ramm Østgaard |
| Cs                   |  | Erling Maartmann      |
| Cs                   |  | Rolf Maartmann        |

| Az Odd kerete: |  |                    |
|                |  |                    |
| K              |  | Jacob Abrahamsen   |
| H              |  | Peder Henriksen    |
| H              |  | Marius Lund        |
| Kp             |  | Bernhart Halvorsen |
| Kp             |  | Fridtjof Nilsen    |
| Kp             |  | Øivind Stensrud    |
| Cs             |  | Otto Olsen         |
| Cs             |  | Bjarne Gulbrandsen |
| Cs             |  | Johan Nilsen       |
| Cs             |  | Berthold Pettersen |
| Cs             |  | Daniel Gasman      |